# سیارک ۲۰۲۹۳۰
سیارک ۲۰۲۹۳۰ (به انگلیسی: 202930 Ivezic، نامگذاری:1998SG172) دویست و دو هزار و نهصد و سی‌امین سیارک کشف شده‌است که در ۱۹ سپتامبر ۱۹۹۸ کشف شد.